# Eleição municipal de Franca em 2020
A eleição municipal de Franca em 2020 ocorreu, conforme o previsto, no dia 15 de novembro (primeiro turno) e 29 de novembro (segundo turno). Esta cidade paulista possui 355.901 pessoas habitantes dentre os quais 238.124 são eleitores que neste dia votarão para definir o seu prefeito e os seus 15 vereadores.

## Antecedentes
As eleições da cidade de Franca, SP, no ano de 2016, teve como resultado Gilson de Souza (DEM) com 56,33% dos votos e Sidnei Franco da Rocha (PSDB), com 43,67%. Essa vitória marcou uma mudança drástica, administrada há 11 anos pelo PSDB, e a primeira vitória de Gilson ao executivo francano numa virada histórica por ter chegado ao segundo turno contra o candidato tucano com 23% de desvantagem, além de ter sido derrotado também em 1996, 2000 e 2004.

#### Candidatos(as) à prefeitura de Franca
| Nº | Nome               | Partido | Vice                             | Coligação                                                                                |
| -- | ------------------ | ------- | -------------------------------- | ---------------------------------------------------------------------------------------- |
| 13 | Rafael Bruxellas   | PT      | Professor Marinho Procópio (PDT) | “Frente Democrática Cidade-Comunidade” PT, PDT e PCdoB                                   |
| 14 | Orivaldo Donzeli   | PTB     | Alberto Cordeiro (PTB)           | Sem coligação                                                                            |
| 15 | Alexandre Ferreira | MDB     | Everton de Paula (PRTB)          | "Unidos para recuperar Franca" MDB, PRTB, PMN, Avante, PSC, Solidariedade, Patriota e PV |
| 17 | João Rocha         | PSL     | Fábio Meirelles (PSL)            | “Franca, Cidade Nossa” PSL e PROS                                                        |
| 25 | Gilson de Souza    | DEM     | Marlon Cleber (Republicanos)     | “O futuro é agora” Progressistas, DEM e Republicanos                                     |
| 45 | Adérmis Marini     | PSDB    | Agenor Gado (Podemos)            | “Franca é a nossa bandeira” PSDB, Podemos e Cidadania                                    |
| 50 | Marília Martins    | PSOL    | Tito Flávio (PCB)                | “Frente de Esquerda” PSOL e PCB                                                          |
| 55 | Flávia Lancha      | PSD     | Diretor Marcos (PSD)             | “Juntos para cuidar de Franca” PSD e PSB                                                 |

## Debates
Na quarta-feira, dia 28 de outubro de 2020, a partir das 19h30, a Nova Canal 26 realizou o primeiro debate com a participação de 7 dos 8 candidatos ao executivo, estando ausente o candidato do DEM, Gilson de Souza, prefeito e candidato à reeleição, o debate foi realizado em parceria ao Jornal da Franca, Rádio Cidade de Franca, Sociedade Organizada, Rádio Imperador, e os portais Pop Mundi e VerdadeON. No domingo, dia 08 de novembro de 2020, a TV Clube Band realizou mais um debate entre os candidatos a partir das 20h, este com a presença de todos os candidatos ao executivo francano. E na quinta-feira, dia 12 de novembro de 2020, o Portal GCN em parceria a rádio Difusora AM, realizou o confronto final do primeiro turno entre 7 dos 8 candidatos, estando novamente ausente o candidato à reeleição, Gilson de Souza, do DEM.
| Data                   | Organizador   | Mediador         | Rafael Bruxellas (PT) | Orivaldo Donzeli (PTB) | Alexandre Ferreira (MDB) | João Rocha (PSL) | Gilson de Souza (DEM) | Adérmis Marini (PSDB) | Marília Martins (PSOL) | Flávia Lancha (PSD) |
| ---------------------- | ------------- | ---------------- | --------------------- | ---------------------- | ------------------------ | ---------------- | --------------------- | --------------------- | ---------------------- | ------------------- |
| 28 de outubro de 2020  | Nova Canal 26 | Realindo Júnior  | Presente              | Presente               | Presente                 | Presente         | Ausente               | Presente              | Presente               | Presente            |
| 08 de novembro de 2020 | TV Clube Band | André Costa      | Presente              | Presente               | Presente                 | Presente         | Presente              | Presente              | Presente               | Presente            |
| 12 de novembro de 2020 | Portal GCN    | Corrêa Neves Jr. | Presente              | Presente               | Presente                 | Presente         | Ausente               | Presente              | Presente               | Presente            |

## Resultado
Realizado o pleito de 15 de novembro, os eleitores francanos que foram as urnas escolheram seus 22 vereadores e decidiram por um segundo turno com os dois candidatos mais votados: Flávia Lancha, candidata pelo PSD, que obteve 35.338 votos, o correspondente a 24,61% dos votos válidos, e o candidato do MDB, Alexandre Ferreira, que obteve 27.772 votos, o correspondente a 19,34% dos votos válidos.
E no dia 29 de novembro, o ex-prefeito Alexandre Ferreira foi eleito para um segundo mandato com 76.339 votos, o correspondente a 57,62% dos votos válidos, frente 56.151 votos, ou 42,38% dos votos válidos de Flávia Lancha, nesta disputa, assim como na eleição anterior, o candidato que chegou ao segundo turno em primeiro lugar teve sua vantagem revertida pelo segundo colocado.
| Candidato                | Vice                         | 1º turno 15 de novembro | 1º turno 15 de novembro | 2º turno 29 de novembro | 2º turno 29 de novembro |
| Candidato                | Vice                         | Total                   | Percentagem             | Total                   | Percentagem             |
| ------------------------ | ---------------------------- | ----------------------- | ----------------------- | ----------------------- | ----------------------- |
| Flávia Lancha (PSD)      | Diretor Marcos (PSD)         | 35.338                  | 24,61%                  | 56.151                  | 42,38%                  |
| Alexandre Ferreira (MDB) | Everton de Paula (PRTB)      | 27.772                  | 19,34%                  | 76.339                  | 57,62%                  |
| João Rocha (PSL)         | Fábio Meirelles Neto (PSL)   | 25.860                  | 18,01%                  | Não participaram        | Não participaram        |
| Adérmis Marini (PSDB)    | Agenor Gado (PODE)           | 22.203                  | 15,46%                  | Não participaram        | Não participaram        |
| Rafael Bruxellas (PT)    | Marinho Procópio (PDT)       | 17.375                  | 12,10%                  | Não participaram        | Não participaram        |
| Gilson de Souza (DEM)    | Marlon Cleber (Republicanos) | 9.664                   | 6,73%                   | Não participaram        | Não participaram        |
| Marília Martins (PSOL)   | Tito Flávio (PCB)            | 3.578                   | 2,49%                   | Não participaram        | Não participaram        |
| Orivaldo Donzelli (PTB)  | Alberto Cordeiro (PTB)       | 1.809                   | 1,26%                   | Não participaram        | Não participaram        |
| → Total de votos válidos | → Total de votos válidos     | 143.599                 | 100,00%                 |                         |                         |
| → Votos em branco        | → Votos em branco            | 12.032                  | 7,31%                   | 11.540                  | 7,17%                   |
| → Votos nulos            | → Votos nulos                | 12.399                  | 7,37%                   | 15.762                  | 9,87%                   |
| Abstenções               | Abstenções                   | 69.824                  | 29,32%                  | 78.422                  | 32,93%                  |
| Total                    | Total                        | 237.853                 | 100%                    | 238.214                 | 100%                    |